# Garcinia grandifolia
Garcinia grandifolia là một loài thực vật có hoa trong họ Bứa. Loài này được (Choisy) Pierre mô tả khoa học đầu tiên năm 1883.